# Stanley Gibbons

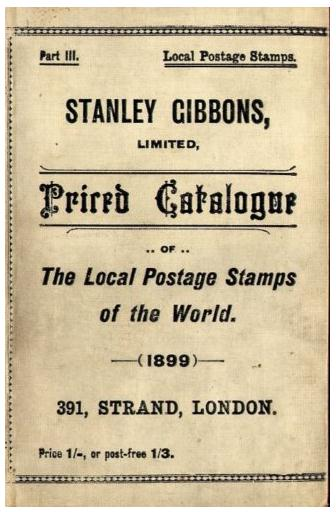

Stanley Gibbons Ltd ist ein Unternehmen aus London, das sich auf philatelistische Produkte spezialisiert hat. Es handelt mit Briefmarken, Zubehör für Philatelisten und führt regelmäßig Briefmarkenauktionen durch.
Das Unternehmen wurde im Jahre 1856 von dem Philatelisten Edward Stanley Gibbons in Plymouth gegründet. Die bescheidene Briefmarkenhandlung befand sich in der Apotheke seines Vaters. Den Anstoß in den Einstieg in das professionelle Handeln von Briefmarken gaben die seltenen Dreiecksmarken vom Kap der Guten Hoffnung. Edward Stanley Gibbons war zufällig in den Besitz zahlreicher Exemplare gekommen und wollte diese an andere Sammler verkaufen. Im Jahre 1874 wurde der Sitz des Geschäftes schließlich nach London verlegt. Edward Stanley Gibbons baute es in den folgenden Jahren zu einem der weltweit führenden Unternehmen im Bereich der Philatelie aus. 1893 fand ein weiterer Umzug in das Zentrum Londons statt, wo sich das Unternehmen noch heute befindet.
Der Name Stanley Gibbons ist bei Philatelisten vor allem dank des Stanley Gibbons Kataloges bekannt. Dabei handelt es sich um den ältesten noch erscheinenden Briefmarkenkatalog der Welt. Seit dem Jahre 1865 erscheint das Nachschlagewerk für Philatelisten regelmäßig ohne nennenswerte Unterbrechungen.
Das Unternehmen gibt neben Briefmarkenkatalogen monatlich die philatelistische Fachzeitschrift „Gibbons Stamp Monthly“ heraus, die ebenfalls internationale Beachtung genießt.
Zum Geschäftsgegenstand von Stanley Gibbons gehört auch der Verkauf von Eigentumsanteilen von Briefmarken, z. B. der British Guiana 1¢ magenta, welche Stanley Gibbons am 8. Juni 2021 bei Sotheby’s in New York für 8.307.000 US-Dollar erwarb.